# Liste der olympischen Medaillengewinner aus Bulgarien
Seit 1920 nimmt Bulgarien an Olympischen Sommerspielen teil, bei den Olympischen Winterspielen trat Bulgarien zum ersten Mal 1948 an.

## Medaillenbilanz
Bulgarische Sportler gewannen bislang 55 Gold-, 90 Silber- und 85 Bronzemedaillen, die deutliche Mehrzahl davon bei Olympischen Sommerspielen (54/88/82), an denen es seit 1920 teilnimmt.
Erstmals trat Bulgarien 1948 bei Olympischen Winterspielen an und gewann einmal Gold, zweimal Silber und dreimal Bronze.
| Bulgarien bei den Olympischen Sommerspielen                                         | Bulgarien bei den Olympischen Sommerspielen | Bulgarien bei den Olympischen Sommerspielen | Bulgarien bei den Olympischen Sommerspielen | Bulgarien bei den Olympischen Sommerspielen | Bulgarien bei den Olympischen Sommerspielen |      | Bulgarien bei den Olympischen Winterspielen | Bulgarien bei den Olympischen Winterspielen | Bulgarien bei den Olympischen Winterspielen | Bulgarien bei den Olympischen Winterspielen | Bulgarien bei den Olympischen Winterspielen | Bulgarien bei den Olympischen Winterspielen |
| Jahr                                                                                | Gold                                        | Silber                                      | Bronze                                      | Gesamt                                      | Rang                                        | Jahr | Gold                                        | Silber                                      | Bronze                                      | Gesamt                                      | Rang                                        |                                             |
| 1896                                                                                | 0                                           | 0                                           | 0                                           | 0                                           |                                             |      |                                             |                                             |                                             |                                             |                                             |                                             |
| 1900                                                                                | –                                           | –                                           | –                                           | –                                           | –                                           |      |                                             |                                             |                                             |                                             |                                             |                                             |
| 1904                                                                                | –                                           | –                                           | –                                           | –                                           | –                                           |      |                                             |                                             |                                             |                                             |                                             |                                             |
| 1908                                                                                | –                                           | –                                           | –                                           | –                                           | –                                           |      |                                             |                                             |                                             |                                             |                                             |                                             |
| 1912                                                                                | –                                           | –                                           | –                                           | –                                           | –                                           |      |                                             |                                             |                                             |                                             |                                             |                                             |
| 1920                                                                                | –                                           | –                                           | –                                           | –                                           | –                                           |      |                                             |                                             |                                             |                                             |                                             |                                             |
| 1924                                                                                | 0                                           | 0                                           | 0                                           | 0                                           |                                             |      | 1924                                        | –                                           | –                                           | –                                           | –                                           | –                                           |
| 1928                                                                                | 0                                           | 0                                           | 0                                           | 0                                           |                                             |      | 1928                                        | –                                           | –                                           | –                                           | –                                           | –                                           |
| 1932                                                                                | –                                           | –                                           | –                                           | –                                           | –                                           |      | 1932                                        | –                                           | –                                           | –                                           | –                                           | –                                           |
| 1936                                                                                | 0                                           | 0                                           | 0                                           | 0                                           |                                             |      | 1936                                        | 0                                           | 0                                           | 0                                           | 0                                           |                                             |
| 1948                                                                                | –                                           | –                                           | –                                           | –                                           | –                                           |      | 1948                                        | 0                                           | 0                                           | 0                                           | 0                                           |                                             |
| 1952                                                                                | 0                                           | 0                                           | 1                                           | 1                                           | 40                                          |      | 1952                                        | 0                                           | 0                                           | 0                                           | 0                                           |                                             |
| 1956                                                                                | 1                                           | 3                                           | 1                                           | 5                                           | 19                                          |      | 1956                                        | 0                                           | 0                                           | 0                                           | 0                                           |                                             |
| 1960                                                                                | 1                                           | 3                                           | 3                                           | 7                                           | 15                                          |      | 1960                                        | 0                                           | 0                                           | 0                                           | 0                                           |                                             |
| 1964                                                                                | 3                                           | 5                                           | 2                                           | 10                                          | 11                                          |      | 1964                                        | 0                                           | 0                                           | 0                                           | 0                                           |                                             |
| 1968                                                                                | 2                                           | 4                                           | 3                                           | 9                                           | 18                                          |      | 1968                                        | 0                                           | 0                                           | 0                                           | 0                                           |                                             |
| 1972                                                                                | 6                                           | 10                                          | 5                                           | 21                                          | 9                                           |      | 1972                                        | 0                                           | 0                                           | 0                                           | 0                                           |                                             |
| 1976                                                                                | 6                                           | 9                                           | 7                                           | 22                                          | 7                                           |      | 1976                                        | 0                                           | 0                                           | 0                                           | 0                                           |                                             |
| 1980                                                                                | 8                                           | 16                                          | 17                                          | 41                                          | 3                                           |      | 1980                                        | 0                                           | 0                                           | 1                                           | 1                                           | 17                                          |
| 1984                                                                                | –                                           | –                                           | –                                           | –                                           | –                                           |      | 1984                                        | 0                                           | 0                                           | 0                                           | 0                                           |                                             |
| 1988                                                                                | 10                                          | 12                                          | 13                                          | 35                                          | 7                                           |      | 1988                                        | 0                                           | 0                                           | 0                                           | 0                                           |                                             |
| 1992                                                                                | 3                                           | 7                                           | 6                                           | 16                                          | 18                                          |      | 1992                                        | 0                                           | 0                                           | 0                                           | 0                                           |                                             |
| 1996                                                                                | 3                                           | 7                                           | 5                                           | 15                                          | 22                                          |      | 1994                                        | 0                                           | 0                                           | 0                                           | 0                                           |                                             |
| 2000                                                                                | 5                                           | 6                                           | 2                                           | 13                                          | 16                                          |      | 1998                                        | 1                                           | 0                                           | 0                                           | 1                                           | 15                                          |
| 2004                                                                                | 2                                           | 1                                           | 9                                           | 12                                          | 33                                          |      | 2002                                        | 0                                           | 1                                           | 2                                           | 3                                           | 20                                          |
| 2008                                                                                | 1                                           | 1                                           | 3                                           | 5                                           | 42                                          |      | 2006                                        | 0                                           | 1                                           | 0                                           | 1                                           | 21                                          |
| 2012                                                                                | 0                                           | 2                                           | 1                                           | 3                                           | 63                                          |      | 2010                                        | 0                                           | 0                                           | 0                                           | 0                                           |                                             |
| 2016                                                                                | 0                                           | 1                                           | 2                                           | 3                                           | 66                                          |      | 2014                                        | 0                                           | 0                                           | 0                                           | 0                                           |                                             |
| 2020                                                                                | 3                                           | 1                                           | 2                                           | 6                                           | 30                                          |      | 2018                                        | 0                                           | 0                                           | 0                                           | 0                                           |                                             |
| 2024                                                                                | 3                                           | 1                                           | 3                                           | 7                                           | 7                                           |      | 2022                                        | 0                                           | 0                                           | 0                                           | 0                                           |                                             |
| Gesamt                                                                              | 57                                          | 89                                          | 85                                          | 231                                         |                                             |      | Gesamt                                      | 1                                           | 2                                           | 3                                           | 6                                           |                                             |
| \| \| Gold \| Silber \| Bronze \| Gesamt \| \| Ges. S+W \| 58 \| 91 \| 88 \| 237 \| |                                             |                                             |                                             |                                             |                                             |      |                                             |                                             |                                             |                                             |                                             |                                             |
|                                                                                     | Gold                                        | Silber                                      | Bronze                                      | Gesamt                                      |                                             |      |                                             |                                             |                                             |                                             |                                             |                                             |
| Ges. S+W                                                                            | 58                                          | 91                                          | 88                                          | 237                                         |                                             |      |                                             |                                             |                                             |                                             |                                             |                                             |

## Medaillengewinner
| Name                       | Sportart                   | Jahr / Disziplin                                        | Gold | Silber | Bronze | Gesamt |
| -------------------------- | -------------------------- | ------------------------------------------------------- | ---- | ------ | ------ | ------ |
| A ↑↑                       |                            |                                                         |      |        |        |        |
| Ismail Abilow              | Ringen                     | 1980 Moskau Freistil Mittelgewicht Herren               | 1    | –      | –      | 1      |
| Ljutwi Dschiber Achmedow   | Ringen                     | 1964 Tokio Gr.-röm. Schwergewicht Herren                | –    | 1      | –      | 1      |
| Rumen Alexandrow           | Gewichtheben               | 1980 Moskau Mittelschwergewicht Herren                  | –    | 1      | –      | 1      |
| Kimia Alisadeh             | Taekwondo                  | 2024 Paris Frauen, Klasse bis 57 kg                     | –    | –      | 1      | 1      |
| Borislaw Ananiew           | Kanu                       | 1980 Moskau Zweier-Canadier 500 m Herren                | –    | –      | 1      | 1      |
| Boschidar Andreew          | Gewichtheben               | 2024 Paris Männer, Klasse bis 73 kg                     | –    | –      | 1      | 1      |
| Angel Angelow              | Boxen                      | 1972 München Halbweltergewicht Herren                   | –    | 1      | –      | 1      |
| Jordan Angelow             | Volleyball                 | 1980 Moskau Herren                                      | –    | 1      | –      | 1      |
| Stefan Angelow             | Ringen                     | 1972 München Gr.-röm. Papiergewicht Herren              | –    | –      | 1      | 2      |
| Stefan Angelow             | Ringen                     | 1976 Montreal Gr.-röm. Papiergewicht Herren             | –    | –      | 1      | 2      |
| Stojan Apostolow           | Ringen                     | 1972 München Gr.-röm. Leichtgewicht Herren              | –    | 1      | –      | 1      |
| Schiwko Wangelow Atanassow | Ringen                     | 1988 Seoul Gr.-röm. Federgewicht Herren                 | –    | 1      | –      | 1      |
| B ↑↑                       |                            |                                                         |      |        |        |        |
| Stojan Balow               | Ringen                     | 1988 Seoul Gr.-röm. Bantamgewicht Herren                | –    | 1      | –      | 1      |
| Anka Bakowa                | Rudern                     | 1980 Moskau Doppelvierer mit Steuerfrau                 | –    | –      | 1      | 1      |
| Sika Barbulowa             | Rudern                     | 1980 Moskau Zweier ohne Steuerfrau                      | –    | –      | 1      | 1      |
| Serafim Barzakow           | Ringen                     | 2000 Sydney Freistil Federgewicht Herren                | –    | 1      | –      | 1      |
| Lalka Berberowa            | Rudern                     | 1988 Seoul Zweier Ohne Steuerfrau Damen                 | –    | 1      | –      | 1      |
| Jordan Bikow               | Gewichtheben               | 1972 München Mittelgewicht Herren                       | 1    | –      | –      | 1      |
| Krali Bimbalow             | Ringen                     | 1960 Rom Gr.-röm. Halbschwergewicht Herren              | –    | 1      | –      | 1      |
| Jordanka Blagoewa          | Leichtathletik             | 1972 München Hochsprung Damen                           | –    | 1      | –      | 2      |
| Jordanka Blagoewa          | Leichtathletik             | 1976 Montreal Hochsprung Damen                          | –    | –      | 1      | 2      |
| Blagoj Blagojew            | Gewichtheben               | 1980 Moskau Leichtschwergewicht Herren                  | –    | 1      | –      | 1      |
| Krassimira Bogdanowa       | Basketball                 | 1976 Montreal Damen                                     | –    | –      | 1      | 2      |
| Krassimira Bogdanowa       | Basketball                 | 1980 Moskau Damen                                       | –    | 1      | –      | 2      |
| Galabin Bojewski           | Gewichtheben               | 2000 Sydney Leichtgewicht Herren                        | 1    | –      | –      | 1      |
| Stefan Boschkow            | Fußball                    | 1956 Melbourne Herren                                   | –    | –      | 1      | 1      |
| Rumeljana Bontschewa       | Rudern                     | 1980 Moskau Doppelvierer mit Steuerfrau                 | –    | –      | 1      | 1      |
| Zwetana Boschurina         | Volleyball                 | 1980 Moskau Damen                                       | –    | –      | 1      | 1      |
| Borislaw Borissow          | Kanu                       | 1980 Moskau Vierer-Kajak 1000 m Herren                  | –    | –      | 1      | 1      |
| Werka Borissowa            | Volleyball                 | 1980 Moskau Damen                                       | –    | –      | 1      | 1      |
| Stefan Botew               | Gewichtheben               | 1992 Barcelona 2. Schwergewicht Herren                  | –    | –      | 1      | 1      |
| Nikolaj Buchalow           | Kanu                       | 1988 Seoul Einer-Canadier 1000 m Herren                 | –    | –      | 1      | 3      |
| Nikolaj Buchalow           | Kanu                       | 1992 Barcelona Einer-Canadier 500 m Herren              | 1    | –      | –      | 3      |
| Nikolaj Buchalow           | Kanu                       | 1992 Barcelona Einer-Canadier 1000 m Herren             | 1    | –      | –      | 3      |
| Iwan Burtschin             | Kanu                       | 1972 München Zweier-Canadier 1000 m Herren              | –    | –      | 1      | 1      |
| C ↑↑                       |                            |                                                         |      |        |        |        |
| Georgi Christakiew         | Fußball                    | 1968 Mexiko-Stadt Herren                                | –    | 1      | –      | 1      |
| Anka Christolowa           | Volleyball                 | 1980 Moskau Damen                                       | –    | –      | 1      | 1      |
| Aleksandar Christow        | Boxen                      | 1988 Seoul Bantamgewicht Herren                         | –    | 1      | –      | 1      |
| Kiril Christow             | Fußball                    | 1968 Mexiko-Stadt Herren                                | –    | 1      | –      | 1      |
| Lasar Christow             | Kanu                       | 1980 Moskau Vierer-Kajak 1000 m Herren                  | –    | –      | 1      | 1      |
| Walentin Christow          | Gewichtheben               | 1980 Moskau 2. Schwergewicht Herren                     | –    | 1      | –      | 1      |
| Iwanka Christowa           | Leichtathletik             | 1972 München Kugelstoßen Damen                          | –    | –      | 1      | 2      |
| Iwanka Christowa           | Leichtathletik             | 1976 Montreal Kugelstoßen Damen                         | 1    | –      | –      | 2      |
| Zwetanka Christowa         | Leichtathletik             | 1988 Seoul Diskuswurf Damen                             | –    | –      | 1      | 2      |
| Zwetanka Christowa         | Leichtathletik             | 1992 Barcelona Diskuswurf Damen                         | –    | 1      | –      | 2      |
| D ↑↑                       |                            |                                                         |      |        |        |        |
| Ekaterina Dafowska         | Biathlon                   | 1998 Nagano 15 km Damen                                 | 1    | –      | –      | 1      |
| Fedja Damjanow             | Kanu                       | 1972 München Zweier-Canadier 1000 m Herren              | –    | –      | 1      | 1      |
| Tanja Dangalakowa          | Schwimmen                  | 1988 Seoul 100 m Brust Damen                            | 1    | –      | –      | 1      |
| Mirela Demirewa            | Leichtathletik             | 2016 Rio de Janeiro Hochsprung Frauen                   | –    | 1      | –      | 1      |
| Stojan Deltschew           | Turnen                     | 1980 Moskau Mehrkampf Einzel Herren                     | –    | –      | 1      | 2      |
| Stojan Deltschew           | Turnen                     | 1980 Moskau Reck Herren                                 | 1    | –      | –      | 2      |
| Ina Deltschewa             | Rhythmische Sportgymnastik | 1996 Atlanta Mannschaft                                 | –    | 1      | –      | 1      |
| Wanja Dermendjewa          | Basketball                 | 1980 Moskau Damen                                       | –    | 1      | –      | 1      |
| Todor Diew                 | Fußball                    | 1956 Melbourne Herren                                   | –    | –      | 1      | 1      |
| Diana Dilowa-Brajnowa      | Basketball                 | 1976 Montreal Damen                                     | –    | –      | 1      | 2      |
| Diana Dilowa-Brajnowa      | Basketball                 | 1980 Moskau Damen                                       | –    | 1      | –      | 2      |
| Dimityr Dimitrow           | Volleyball                 | 1980 Moskau Herren                                      | –    | 1      | –      | 1      |
| Georgi Dimitrow            | Fußball                    | 1956 Melbourne Herren                                   | –    | –      | 1      | 1      |
| Jantscho Dimitrow          | Fußball                    | 1968 Mexiko-Stadt Herren                                | –    | 1      | –      | 1      |
| Stefan Dimitrow            | Gewichtheben               | 1980 Moskau Federgewicht Herren                         | –    | 1      | –      | 1      |
| Rossiza Dimitrowa          | Volleyball                 | 1980 Moskau Damen                                       | –    | –      | 1      | 1      |
| Tanja Dimitrowa            | Volleyball                 | 1980 Moskau Damen                                       | –    | –      | 1      | 1      |
| Ljubtscho Djakow           | Schießen                   | 1980 Moskau Freie Pistole Herren                        | –    | –      | 1      | 1      |
| Simona Djankowa            | Rhythmische Sportgymnastik | 2020 Tokio Mannschaft                                   | 1    | –      | –      | 1      |
| Bogdan Dobrew              | Rudern                     | 1980 Moskau Doppelvierer Herren                         | –    | –      | 1      | 1      |
| Dimitar Dobrew             | Ringen                     | 1956 Melbourne Gr.-röm. Mittelgewicht Herren            | –    | 1      | –      | 2      |
| Dimitar Dobrew             | Ringen                     | 1960 Rom Gr.-röm. Mittelgewicht Herren                  | 1    | –      | –      | 2      |
| Milen Dobrew               | Gewichtheben               | 2004 Athen Mittelschwergewicht Herren                   | 1    | –      | –      | 1      |
| Asparuch Nikodimow         | Fußball                    | 1968 Mexiko-Stadt Herren                                | –    | 1      | –      | 1      |
| Jordanka Donkowa           | Leichtathletik             | 1988 Seoul 100 m Hürden Damen                           | 1    | –      | –      | 2      |
| Jordanka Donkowa           | Leichtathletik             | 1992 Barcelona 100 m Hürden Damen                       | –    | –      | 1      | 2      |
| Diana Dudewa               | Turnen                     | 1988 Seoul Boden Damen                                  | –    | –      | 1      | 1      |
| Miho Dukow                 | Ringen                     | 1980 Moskau Freistil Federgewicht Herren                | –    | 1      | –      | 1      |
| Adriana Dunawska           | Rhythmische Sportgymnastik | 1988 Seoul Einzel Damen                                 | –    | 1      | –      | 1      |
| Krassimir Dunew            | Turnen                     | 1996 Atlanta Reck Herren                                | –    | 1      | –      | 1      |
| Osman Duraliew             | Ringen                     | 1968 Mexiko-Stadt Freistil Schwergewicht Herren         | –    | 1      | –      | 2      |
| Osman Duraliew             | Ringen                     | 1972 München Freistil Superschwergewicht Herren         | –    | 1      | –      | 2      |
| Andrian Duschew            | Kanu                       | 1996 Atlanta Zweier-Kajak 1000 m Herren                 | –    | –      | 1      | 1      |
| F ↑↑                       |                            |                                                         |      |        |        |        |
| Nadeschda Filipowa         | Rudern                     | 1980 Moskau Vierer mit Steuerfrau                       | –    | –      | 1      | 1      |
| Antoaneta Frenkewa         | Schwimmen                  | 1988 Seoul 100 m Brust Damen                            | –    | 1      | –      | 2      |
| Antoaneta Frenkewa         | Schwimmen                  | 1988 Seoul 200 m Brust Damen                            | –    | –      | 1      | 2      |
| G ↑↑                       |                            |                                                         |      |        |        |        |
| Georgi Gadschew            | Reiten                     | 1980 Moskau Dressur Mannschaft (auf „Wnimatelen“)       | –    | 1      | –      | 1      |
| Milko Gajdarski            | Fußball                    | 1968 Mexiko-Stadt Herren                                | –    | 1      | –      | 1      |
| Prodan Gardschew           | Ringen                     | 1964 Tokio Freistil Mittelgewicht Herren                | 1    | –      | –      | 2      |
| Prodan Gardschew           | Ringen                     | 1968 Mexiko-Stadt Freistil Mittelgewicht Herren         | –    | –      | 1      | 2      |
| Boris Georgiew             | Boxen                      | 2004 Athen Halbweltergewicht Herren                     | –    | –      | 1      | 1      |
| Georgi Georgiew            | Judo                       | 2004 Athen Halbleichtgewicht Herren                     | –    | –      | 1      | 1      |
| Iwajlo Georgiew            | Fußball                    | 1968 Mexiko-Stadt Herren                                | –    | 1      | –      | 1      |
| Anka Georgiewa             | Rudern                     | 1980 Moskau Doppelvierer mit Steuerfrau                 | –    | –      | 1      | 1      |
| Kapka Georgiewa            | Rudern                     | 1976 Montreal Vierer mit Steuerfrau Damen               | –    | 1      | –      | 1      |
| Magdalena Georgiewa        | Rudern                     | 1988 Seoul Einer Damen                                  | –    | –      | 1      | 1      |
| Maja Georgiewa             | Volleyball                 | 1980 Moskau Damen                                       | –    | –      | 1      | 1      |
| Ljubomir Geraskow          | Turnen                     | 1988 Seoul Seitpferd Herren                             | 1    | –      | –      | 1      |
| Margarita Gerassimowa      | Volleyball                 | 1980 Moskau Damen                                       | –    | –      | 1      | 1      |
| Silwija Germanowa          | Basketball                 | 1980 Moskau Damen                                       | –    | 1      | –      | 1      |
| Atanas Gerow               | Fußball                    | 1968 Mexiko-Stadt Herren                                | –    | 1      | –      | 1      |
| Rangel Gerowski            | Ringen                     | 1988 Seoul Gr.-röm. Superschwergewicht Herren           | 1    | –      | –      | 1      |
| Wanja Geschewa             | Kanu                       | 1980 Moskau Einer-Kajak 500 m Damen                     | –    | 1      | –      | 4      |
| Wanja Geschewa             | Kanu                       | 1988 Seoul Einer-Kajak 500 m Damen                      | 1    | –      | –      | 4      |
| Wanja Geschewa             | Kanu                       | 1988 Seoul Zweier-Kajak 500 m Damen                     | –    | 1      | –      | 4      |
| Wanja Geschewa             | Kanu                       | 1988 Seoul Vierer-Kajak 500 m Damen                     | –    | –      | 1      | 4      |
| Walentin Gezow             | Ringen                     | 1992 Barcelona Freistil Leichtgewicht Herren            | –    | 1      | –      | 1      |
| Borislaw Gidikow           | Gewichtheben               | 1988 Seoul Mittelgewicht Herren                         | 1    | –      | –      | 1      |
| Krassimira Gjurowa         | Basketball                 | 1976 Montreal Damen                                     | –    | –      | 1      | 1      |
| Nadka Goltschewa           | Basketball                 | 1976 Montreal Damen                                     | –    | –      | 1      | 2      |
| Nadka Goltschewa           | Basketball                 | 1980 Moskau Damen                                       | –    | 1      | –      | 2      |
| Tanja Gogowa               | Volleyball                 | 1980 Moskau Damen                                       | –    | –      | 1      | 1      |
| Michail Michail            | Fußball                    | 1968 Mexiko-Stadt Herren                                | –    | 1      | –      | 1      |
| Miko Goranow               | Fußball                    | 1956 Melbourne Herren                                   | –    | –      | 1      | 1      |
| Iwet Goranowa              | Karate                     | 2020 Tokio Kumite bis 55 kg Damen                       | 1    | –      | –      | 1      |
| Marija Grosdewa            | Schießen                   | 1992 Barcelona Luftpistole Damen                        | –    | –      | 1      | 5      |
| Marija Grosdewa            | Schießen                   | 1996 Atlanta Luftpistole Damen                          | –    | –      | 1      | 5      |
| Marija Grosdewa            | Schießen                   | 2000 Sydney Sportpistole Damen                          | 1    | –      | –      | 5      |
| Marija Grosdewa            | Schießen                   | 2004 Athen Sportpistole Damen                           | 1    | –      | –      | 5      |
| Marija Grosdewa            | Schießen                   | 2004 Athen Luftpistole Damen                            | –    | –      | 1      | 5      |
| Stojanka Gruitschewa       | Rudern                     | 1976 Montreal Zweier ohne Steuerfrau Damen              | 1    | –      | –      | 1      |
| Stojan Guntschew           | Volleyball                 | 1980 Moskau Herren                                      | –    | 1      | –      | 1      |
| Ginka Gjurowa              | Rudern                     | 1976 Montreal Vierer mit Steuerfrau Damen               | –    | –      | 1      | 2      |
| Ginka Gjurowa              | Rudern                     | 1980 Moskau Vierer mit Steuerfrau                       | –    | –      | 1      | 2      |
| I ↑↑                       |                            |                                                         |      |        |        |        |
| Javier Ibáñez              | Boxen                      | 2024 Paris Männer, Klasse bis 57 kg                     | –    | –      | 1      | 1      |
| Christo Iliew              | Volleyball                 | 1980 Moskau Herren                                      | –    | 1      | –      | 1      |
| Walentina Iliewa           | Volleyball                 | 1980 Moskau Damen                                       | –    | –      | 1      | 1      |
| Nikolai Ilkow              | Kanu                       | 1980 Moskau Zweier-Canadier 500 m Herren                | –    | –      | 1      | 1      |
| Hassan Issajew             | Ringen                     | 1976 Montreal Freistil Papiergewicht Herren             | 1    | –      | –      | 1      |
| Kiril Iwkow                | Fußball                    | 1968 Mexiko-Stadt Herren                                | –    | 1      | –      | 1      |
| Georgi Iwanow              | Fußball                    | 1968 Mexiko-Stadt Herren                                | –    | 1      | –      | 1      |
| Iwan Iwanow                | Gewichtheben               | 1992 Barcelona Fliegengewicht Herren                    | 1    | –      | –      | 1      |
| Swetoslaw Iwanow           | Reiten                     | 1980 Moskau Dressur Mannschaft (auf „Aleko“)            | –    | 1      | –      | 1      |
| Borislawa Iwanowa          | Kanu                       | 1988 Seoul Vierer-Kajak 500 m Damen                     | –    | –      | 1      | 1      |
| J ↑↑                       |                            |                                                         |      |        |        |        |
| Iwo Janakiew               | Rudern                     | 2004 Athen Einer Herren                                 | –    | –      | 1      | 1      |
| Jawor Janakiew             | Ringen                     | 2008 Peking Gr.-röm. Weltergewicht Herren               | –    | –      | 1      | 1      |
| Krum Janew                 | Fußball                    | 1956 Melbourne Herren                                   | –    | –      | 1      | 1      |
| Iwan Jankow                | Ringen                     | 1980 Moskau Freistil Leichtgewicht Herren               | –    | 1      | –      | 1      |
| Eliza Jankowa              | Ringen                     | 2016 Rio de Janeiro Freistil bis 48 kg Frauen           | –    | –      | 1      | 1      |
| Ewgeni Jantschowski        | Fußball                    | 1968 Mexiko-Stadt Herren                                | –    | 1      | –      | 1      |
| Stojan Jordanow            | Fußball                    | 1968 Mexiko-Stadt Herren                                | –    | 1      | –      | 1      |
| Walentin Jordanow          | Ringen                     | 1992 Barcelona Freistil Fliegengewicht Herren           | –    | –      | 1      | 2      |
| Walentin Jordanow          | Ringen                     | 1996 Atlanta Freistil Fliegengewicht Herren             | 1    | –      | –      | 2      |
| Reni Jordanowa             | Rudern                     | 1976 Montreal Vierer mit Steuerfrau Damen               | –    | –      | 1      | 1      |
| Sdrawka Jordanowa          | Rudern                     | 1976 Montreal Doppelzweier Damen                        | 1    | –      | –      | 1      |
| Todorka Jordanowa          | Basketball                 | 1976 Montreal Damen                                     | –    | –      | 1      | 1      |
| Diana Jorgowa              | Leichtathletik             | 1972 München Weitsprung Damen                           | –    | 1      | –      | 1      |
| Diana Jorgowa              | Schießen                   | 1996 Atlanta Kleinkaliber-Sportpistole Damen            | –    | 1      | –      | 1      |
| Jordan Jossifow            | Fußball                    | 1956 Melbourne Herren                                   | –    | –      | 1      | 1      |
| Joto Jotow                 | Gewichtheben               | 1992 Barcelona Leichtgewicht Herren                     | –    | 1      | –      | 2      |
| Joto Jotow                 | Gewichtheben               | 1996 Atlanta Mittelgewicht Herren                       | –    | 1      | –      | 2      |
| Jordan Jowtschew           | Turnen                     | 2000 Sydney Boden Herren                                | –    | –      | 1      | 4      |
| Jordan Jowtschew           | Turnen                     | 2000 Sydney Ringe Herren                                | –    | –      | 1      | 4      |
| Jordan Jowtschew           | Turnen                     | 2004 Athen Boden Herren                                 | –    | –      | 1      | 4      |
| Jordan Jowtschew           | Turnen                     | 2004 Athen Ringe Herren                                 | –    | 1      | –      | 4      |
| K ↑↑                       |                            |                                                         |      |        |        |        |
| Tajbe Jussein              | Ringen                     | 2020 Tokio Freistil Mittelgewicht Damen                 | –    | –      | 1      | 1      |
| Borjana Kalejn             | Rhythmische Sportgymnastik | 2024 Paris Einzel                                       | –    | 1      | –      | 1      |
| Rumjana Kaitschewa         | Volleyball                 | 1980 Moskau Damen                                       | –    | –      | 1      | 1      |
| Reneta Kamberowa           | Rhythmische Sportgymnastik | 2016 Rio de Janeiro Mannschaft                          | –    | –      | 1      | 1      |
| Welik Kapsasow             | Turnen                     | 1960 Rom Ringe Herren                                   | –    | –      | 1      | 1      |
| Milko Kasanow              | Kanu                       | 1996 Atlanta Zweier-Kajak 1000 m Herren                 | –    | –      | 1      | 1      |
| Ljubomira Kasanowa         | Rhythmische Sportgymnastik | 2016 Rio de Janeiro Mannschaft                          | –    | –      | 1      | 1      |
| Sika Kelbetschewa          | Rudern                     | 1976 Montreal Zweier ohne Steuerfrau Damen              | 1    | –      | –      | 1      |
| Angel Keresow              | Ringen                     | 1964 Tokio Gr.-röm. Fliegengewicht Herren               | –    | 1      | –      | 1      |
| Walentina Kewlian          | Rhythmische Sportgymnastik | 1996 Atlanta Mannschaft                                 | –    | 1      | –      | 1      |
| Tanju Kirjakow             | Schießen                   | 1988 Seoul Luftpistole Herren                           | 1    | –      | –      | 3      |
| Tanju Kirjakow             | Schießen                   | 1996 Atlanta Luftpistole Herren                         | –    | –      | 1      | 3      |
| Tanju Kirjakow             | Schießen                   | 2000 Sydney Freie Pistole Herren                        | 1    | –      | –      | 3      |
| Stefani Kirjakowa          | Rhythmische Sportgymnastik | 2020 Tokio Mannschaft                                   | 1    | –      | –      | 1      |
| Petar Kirow                | Ringen                     | 1968 Mexiko-Stadt Gr.-röm. Fliegengewicht Herren        | 1    | –      | –      | 2      |
| Petar Kirow                | Ringen                     | 1972 München Gr.-röm. Fliegengewicht Herren             | 1    | –      | –      | 2      |
| Iwan Kolew                 | Ringen                     | 1976 Montreal Gr.-röm. Mittelgewicht Herren             | –    | –      | 1      | 1      |
| Iwan Kolew                 | Fußball                    | 1956 Melbourne Herren                                   | –    | –      | 1      | 1      |
| Nedeltscho Kolew           | Gewichtheben               | 1980 Moskau Mittelgewicht Herren                        | –    | –      | 1      | 1      |
| Stancho Kolew Iwanow       | Ringen                     | 1960 Rom Freistil Federgewicht Herren                   | –    | 1      | –      | 2      |
| Stancho Kolew Iwanow       | Ringen                     | 1964 Tokio Freistil Federgewicht Herren                 | –    | 1      | –      | 2      |
| Wladimir Kolew             | Boxen                      | 1976 Montreal Halbweltergewicht Herren                  | –    | –      | 1      | 1      |
| Maria Kolewa               | Rhythmische Sportgymnastik | 1996 Atlanta Mannschaft                                 | –    | 1      | –      | 1      |
| Atanas Komtschew           | Ringen                     | 1988 Seoul Gr.-röm. Halbschwergewicht Herren            | 1    | –      | –      | 1      |
| Georgi Kostadinow          | Boxen                      | 1972 München Fliegengewicht Herren                      | 1    | –      | –      | 1      |
| Antoaneta Kostadinowa      | Schießen                   | 2020 Tokio Luftpistole Damen                            | –    | 1      | –      | 1      |
| Stefka Kostadinowa         | Leichtathletik             | 1988 Seoul Hochsprung Damen                             | –    | 1      | –      | 2      |
| Stefka Kostadinowa         | Leichtathletik             | 1996 Atlanta Hochsprung Damen                           | 1    | –      | –      | 2      |
| Dimo Kostow                | Ringen                     | 1976 Montreal Freistil Schwergewicht Herren             | –    | –      | 1      | 1      |
| Nikola Kowatschew          | Fußball                    | 1956 Melbourne Herren                                   | –    | –      | 1      | 1      |
| Alexandar Krajtschew       | Gewichtheben               | 1972 München Schwergewicht Herren                       | –    | 1      | –      | 1      |
| Iwan Krastew               | Ringen                     | 1972 München Freistil Federgewicht Herren               | –    | –      | 1      | 1      |
| Stojka Krastewa            | Boxen                      | 2020 Tokio Fliegengewicht Damen                         | 1    | –      | –      | 1      |
| Stojanka Kurbatowa         | Rudern                     | 1980 Moskau Zweier ohne Steuerfrau                      | –    | –      | 1      | 1      |
| Mladen Kutschew            | Gewichtheben               | 1972 München Leichtgewicht Herren                       | –    | 1      | –      | 1      |
| L ↑↑                       |                            |                                                         |      |        |        |        |
| Iwan Lebanow               | Ski Nordisch               | 1980 Lake Placid 30 km Langlauf Herren                  | –    | –      | 1      | 1      |
| Wessela Letschewa          | Schießen                   | 1988 Seoul KK-Sportgewehr Dreistellungskampf Damen      | –    | 1      | –      | 2      |
| Wessela Letschewa          | Schießen                   | 1992 Barcelona Luftgewehr Damen                         | –    | 1      | –      | 2      |
| Petar Lessow               | Boxen                      | 1980 Moskau Fliegengewicht Herren                       | 1    | –      | –      | 1      |
| Ljubomir Ljubenow          | Kanu                       | 1980 Moskau Einer-Canadier 500 m Herren                 | –    | 1      | –      | 2      |
| Ljubomir Ljubenow          | Kanu                       | 1980 Moskau Einer-Canadier 1000 m Herren                | 1    | –      | –      | 2      |
| Kamen Lozanow Goranow      | Ringen                     | 1976 Montreal Gr.-röm. Schwergewicht Herren             | –    | 1      | –      | 1      |
| M ↑↑                       |                            |                                                         |      |        |        |        |
| Stefka Madina              | Rudern                     | 1988 Seoul Doppelzweier Damen                           | –    | –      | 1      | 1      |
| Michaela Maewska           | Rhythmische Sportgymnastik | 2016 Rio de Janeiro Mannschaft                          | –    | –      | 1      | 1      |
| Petkana Makaweewa          | Basketball                 | 1976 Montreal Damen                                     | –    | –      | 1      | 2      |
| Petkana Makaweewa          | Basketball                 | 1980 Moskau Damen                                       | –    | 1      | –      | 2      |
| Manuela Maleewa            | Tennis                     | 1988 Seoul Einzel Damen                                 | –    | –      | 1      | 1      |
| Petar Mandadschiew         | Reiten                     | 1980 Moskau Dressur Mannschaft (auf „Stschibor“)        | –    | 1      | –      | 1      |
| Iwan Manew                 | Kanu                       | 1980 Moskau Vierer-Kajak 1000 m Herren                  | –    | –      | 1      | 1      |
| Milka Manewa               | Gewichtheben               | 2012 London Klasse bis 63 kg Damen                      | –    | 1      | –      | 1      |
| Manol Manolow              | Fußball                    | 1956 Melbourne Herren                                   | –    | –      | 1      | 1      |
| Iwajlo Marinow             | Boxen                      | 1980 Moskau Halbfliegengewicht Herren                   | –    | –      | 1      | 2      |
| Iwajlo Marinow             | Boxen                      | 1988 Seoul Halbfliegengewicht Herren                    | 1    | –      | –      | 2      |
| Martin Marinow             | Kanu                       | 1988 Seoul Einer-Canadier 500 m Herren                  | –    | –      | 1      | 2      |
| Martin Marinow             | Kanu                       | 1992 Barcelona Zweier-Canadier 500 m Herren             | –    | –      | 1      | 2      |
| Sewdalin Marinow           | Gewichtheben               | 1988 Seoul Fliegengewicht Herren                        | 1    | –      | –      | 1      |
| Teresa Marinowa            | Leichtathletik             | 2000 Sydney Dreisprung Damen                            | 1    | –      | –      | 1      |
| Christo Markow             | Leichtathletik             | 1988 Seoul Dreisprung Herren                            | 1    | –      | –      | 1      |
| Georgi Markow              | Gewichtheben               | 2000 Sydney Leichtgewicht Herren                        | –    | 1      | –      | 1      |
| Georgi Markow              | Ringen                     | 1972 München Gr.-röm. Federgewicht Herren               | 1    | –      | –      | 1      |
| Nonka Matowa               | Schießen                   | 1992 Barcelona Kleinkaliber Standardgewehr Damen        | –    | 1      | –      | 1      |
| Hussein Mehmedow           | Ringen                     | 1956 Melbourne Freistil Schwergewicht Herren            | –    | 1      | –      | 1      |
| Petar Merkow               | Kanu                       | 2000 Sydney Einer-Kajak 500 m Herren                    | –    | 1      | –      | 2      |
| Petar Merkow               | Kanu                       | 2000 Sydney Einer-Kajak 1000 m Herren                   | –    | 1      | –      | 2      |
| Penka Metodiewa            | Basketball                 | 1976 Montreal Damen                                     | –    | –      | 1      | 2      |
| Penka Metodiewa            | Basketball                 | 1980 Moskau Damen                                       | –    | 1      | –      | 2      |
| Iwan Michajlow             | Boxen                      | 1968 Mexiko-Stadt Federgewicht Herren                   | –    | –      | 1      | 1      |
| Atanas Michajlow           | Fußball                    | 1968 Mexiko-Stadt Herren                                | –    | 1      | –      | 1      |
| Angelina Michajlowa        | Basketball                 | 1980 Moskau Damen                                       | –    | 1      | –      | 1      |
| Sneschana Michajlowa       | Basketball                 | 1976 Montreal Damen                                     | –    | –      | 1      | 2      |
| Sneschana Michajlowa       | Basketball                 | 1980 Moskau Damen                                       | –    | 1      | –      | 2      |
| Dimitar Milanow            | Fußball                    | 1956 Melbourne Herren                                   | –    | –      | 1      | 1      |
| Boschidar Milenkow         | Kanu                       | 1980 Moskau Vierer-Kajak 1000 m Herren                  | –    | –      | 1      | 1      |
| Emil Milew                 | Schießen                   | 1996 Atlanta Schnellfeuerpistole Herren                 | –    | 1      | –      | 1      |
| Sewdalin Mintschew         | Gewichtheben               | 1996 Atlanta Fliegengewicht Herren                      | –    | –      | 1      | 1      |
| Jordan Mitkow              | Gewichtheben               | 1976 Montreal Mittelgewicht Herren                      | 1    | –      | –      | 1      |
| Mladen Mladenow            | Ringen                     | 1980 Moskau Gr.-röm. Fliegengewicht Herren              | –    | –      | 1      | 1      |
| Marijka Modewa             | Rudern                     | 1976 Montreal Vierer mit Steuerfrau Damen               | –    | –      | 1      | 2      |
| Marijka Modewa             | Rudern                     | 1980 Moskau Vierer mit Steuerfrau                       | –    | –      | 1      | 2      |
| Said Mustafow              | Ringen                     | 1964 Tokio Freistil Halbschwergewicht Herren            | –    | –      | 1      | 1      |
| N ↑↑                       |                            |                                                         |      |        |        |        |
| Georgi Najdenow            | Fußball                    | 1956 Melbourne Herren                                   | –    | –      | 1      | 1      |
| Dolores Nakowa             | Rudern                     | 1980 Moskau Doppelvierer mit Steuerfrau                 | –    | –      | 1      | 1      |
| Armen Nasarjan             | Ringen                     | 2000 Sydney Gr.-röm. Bantamgewicht Herren               | 1    | –      | –      | 2      |
| Armen Nasarjan             | Ringen                     | 2004 Athen Gr.-röm. Federgewicht Herren                 | –    | –      | 1      | 2      |
| Karlos Nassar              | Gewichtheben               | 2024 Paris Männer, Klasse bis 89 kg                     | 1    | –      | –      | 1      |
| Zwetelina Najdenowa        | Rhythmische Sportgymnastik | 2016 Rio de Janeiro Mannschaft                          | –    | –      | 1      | 1      |
| Ilijan Nedkow              | Judo                       | 1980 Moskau Halbleichtgewicht Herren                    | –    | –      | 1      | 1      |
| Rumjana Nejkowa            | Rudern                     | 2000 Sydney Einer 2                                     | –    | 1      | –      | 3      |
| Rumjana Nejkowa            | Rudern                     | 2004 Athen Einer Damen                                  | –    | –      | 1      | 3      |
| Rumjana Nejkowa            | Rudern                     | 2008 Peking Einer Damen                                 | 1    | –      | –      | 3      |
| Asparuch Nikodimow         | Fußball                    | 1968 Mexiko-Stadt Herren                                | –    | 1      | –      | 1      |
| Alexandar Nikolow          | Boxen                      | 1964 Tokio Halbschwergewicht Herren                     | –    | –      | 1      | 1      |
| Andon Nikolow              | Gewichtheben               | 1972 München Mittelschwergewicht Herren                 | 1    | –      | –      | 1      |
| Boris Nikolow              | Boxen                      | 1952 Helsinki Mittelgewicht Herren                      | –    | –      | 1      | 1      |
| Iwan Nikolow               | Volleyball                 | 1980 Moskau Herren                                      | –    | 1      | –      | 1      |
| Mintscho Nikolow           | Rudern                     | 1980 Moskau Doppelvierer Herren                         | –    | –      | 1      | 1      |
| Ognjan Nikolow             | Ringen                     | 1972 München Freistil Papiergewicht Herren              | –    | 1      | –      | 1      |
| Stojan Nikolow             | Ringen                     | 1976 Montreal Gr.-röm. Halbschwergewicht Herren         | –    | 1      | –      | 1      |
| Ewelina Nikolowa           | Ringen                     | 2020 Tokio Freistil Weltergewicht Damen                 | –    | –      | 1      | 1      |
| Irina Nikultschina         | Biathlon                   | 2002 Salt Lake City 10 km Verfolgung Damen              | –    | –      | 1      | 1      |
| Violeta Ninowa             | Rudern                     | 1988 Seoul Doppelzweier Damen                           | –    | –      | 1      | 1      |
| Semen Nowikow              | Ringen                     | 2024 Paris Männer, griechisch-römisch, Klasse bis 87 kg | 1    | –      | –      | 1      |
| Norair Nurikjan            | Gewichtheben               | 1972 München Federgewicht Herren                        | 1    | –      | –      | 2      |
| Norair Nurikjan            | Gewichtheben               | 1976 Montreal Bantamgewicht Herren                      | 1    | –      | –      | 2      |
| O ↑↑                       |                            |                                                         |      |        |        |        |
| Swetla Ozetowa             | Rudern                     | 1976 Montreal Doppelzweier Damen                        | 1    | –      | –      | 1      |
| P ↑↑                       |                            |                                                         |      |        |        |        |
| Diana Palijska             | Kanu                       | 1988 Seoul Zweier-Kajak 500 m Damen                     | –    | 1      | –      | 2      |
| Diana Palijska             | Kanu                       | 1988 Seoul Vierer-Kajak 500 m Damen                     | –    | –      | 1      | 2      |
| Panajot Panajotow          | Fußball                    | 1956 Melbourne Herren                                   | –    | –      | 1      | 1      |
| Mintscho Paschow           | Gewichtheben               | 1980 Moskau Leichtgewicht Herren                        | –    | –      | 1      | 1      |
| Pawel Pawlow               | Ringen                     | 1980 Moskau Gr.-röm. Mittelgewicht Herren               | –    | –      | 1      | 1      |
| Nikolaj Peschalow          | Gewichtheben               | 1992 Barcelona Federgewicht Herren                      | –    | 1      | –      | 2      |
| Nikolaj Peschalow          | Gewichtheben               | 1996 Atlanta Bantamgewicht Herren                       | –    | –      | 1      | 2      |
| Kiril Petkow               | Ringen                     | 1964 Tokio Gr.-röm. Weltergewicht Herren                | –    | 1      | –      | 1      |
| Petko Petkow               | Volleyball                 | 1980 Moskau Herren                                      | –    | 1      | –      | 1      |
| Marija Petkowa             | Leichtathletik             | 1980 Moskau Diskuswurf Damen                            | –    | –      | 1      | 1      |
| Ognjana Petrowa            | Kanu                       | 1988 Seoul Vierer-Kajak 500 m Damen                     | –    | –      | 1      | 1      |
| Silwa Petrounowa           | Volleyball                 | 1980 Moskau Damen                                       | –    | –      | 1      | 1      |
| Daniel Petrow              | Boxen                      | 1992 Barcelona Halbfliegengewicht Herren                | –    | 1      | –      | 2      |
| Daniel Petrow              | Boxen                      | 1996 Atlanta Halbfliegengewicht Herren                  | 1    | –      | –      | 2      |
| Dinko Petrow               | Ringen                     | 1960 Rom Gr.-röm. Bantamgewicht Herren                  | –    | –      | 1      | 1      |
| Ljubomir Petrow            | Rudern                     | 1980 Moskau Doppelvierer Herren                         | –    | –      | 1      | 1      |
| Petar Petrow               | Leichtathletik             | 1980 Moskau 100 m Herren                                | –    | –      | 1      | 1      |
| Terwel Pulew               | Boxen                      | 2012 London Schwergewicht Herren                        | –    | –      | 1      | 1      |
| R ↑↑                       |                            |                                                         |      |        |        |        |
| Ewgenija Radanowa          | Shorttrack                 | 2002 Salt Lake City 500 m Damen                         | –    | 1      | –      | 3      |
| Ewgenija Radanowa          | Shorttrack                 | 2002 Salt Lake City 1500 m Damen                        | –    | –      | 1      | 3      |
| Ewgenija Radanowa          | Shorttrack                 | 2006 Turin 500 m Damen                                  | –    | 1      | –      | 3      |
| Bojan Radew                | Ringen                     | 1964 Tokio Gr.-röm. Halbschwergewicht Herren            | 1    | –      | –      | 2      |
| Bojan Radew                | Ringen                     | 1968 Mexiko-Stadt Gr.-röm. Halbschwergewicht Herren     | 1    | –      | –      | 2      |
| Kostadinka Radkowa         | Basketball                 | 1980 Moskau Damen                                       | –    | 1      | –      | 1      |
| Madlen Radukanowa          | Rhythmische Sportgymnastik | 2020 Tokio Mannschaft                                   | 1    | –      | –      | 1      |
| Georgi Rajkow              | Ringen                     | 1980 Moskau Gr.-röm. Schwergewicht Herren               | 1    | –      | –      | 1      |
| Walentin Rajtschew         | Ringen                     | 1980 Moskau Freistil Weltergewicht Herren               | 1    | –      | –      | 1      |
| Kiril Rakarow              | Fußball                    | 1956 Melbourne Herren                                   | –    | –      | 1      | 1      |
| Magomed Ramasanow          | Ringen                     | 2024 Paris Männer, Freistil, Klasse bis 86 kg           | 1    | –      | –      | 1      |
| Iwo Russew                 | Rudern                     | 1980 Moskau Doppelvierer Herren                         | –    | –      | 1      | 1      |
| Janko Russew               | Gewichtheben               | 1980 Moskau Leichtgewicht Herren                        | 1    | –      | –      | 1      |
| Swilen Russinow            | Boxen                      | 1992 Barcelona Superschwergewicht Herren                | –    | –      | 1      | 1      |
| S ↑↑                       |                            |                                                         |      |        |        |        |
| Iwan Safirow               | Fußball                    | 1968 Mexiko-Stadt Herren                                | –    | 1      | –      | 1      |
| Erika Safirowa             | Rhythmische Sportgymnastik | 2020 Tokio Mannschaft                                   | 1    | –      | –      | 1      |
| Petar Saprjanow            | Schießen                   | 1980 Moskau Kleinkaliber liegend Herren                 | –    | –      | 1      | 1      |
| Dimitar Saprjanow          | Judo                       | 1980 Moskau Schwergewicht Herren                        | –    | 1      | –      | 1      |
| Atanas Schopow             | Gewichtheben               | 1972 München Mittelschwergewicht Herren                 | –    | 1      | –      | 2      |
| Atanas Schopow             | Gewichtheben               | 1976 Montreal Mittelschwergewicht Herren                | –    | –      | 1      | 2      |
| Margarita Schtarkelowa     | Basketball                 | 1976 Montreal Damen                                     | –    | –      | 1      | 1      |
| Simeon Schterew            | Ringen                     | 1988 Seoul Freistil Federgewicht Herren                 | –    | –      | 1      | 1      |
| Nikolina Schterewa         | Leichtathletik             | 1976 Montreal 800 m Damen                               | –    | 1      | –      | 1      |
| Nermedin Selimow           | Ringen                     | 1980 Moskau Freistil Fliegengewicht Herren              | –    | –      | 1      | 1      |
| Krastju Semerdschiew       | Gewichtheben               | 1976 Montreal Schwergewicht Herren                      | –    | –      | 1      | 1      |
| Mariana Serbesowa          | Rudern                     | 1980 Moskau Doppelvierer mit Steuerfrau                 | –    | –      | 1      | 1      |
| Petar Shekow               | Fußball                    | 1968 Mexiko-Stadt Herren                                | –    | 1      | –      | 1      |
| Kaspar Simeonow            | Volleyball                 | 1980 Moskau Herren                                      | –    | 1      | –      | 1      |
| Petko Sirakow              | Ringen                     | 1956 Melbourne Gr.-röm. Halbschwergewicht Herren        | –    | 1      | –      | 1      |
| Girgi Skerlatowa           | Basketball                 | 1976 Montreal Damen                                     | –    | –      | 1      | 1      |
| Dimityr Slatanow           | Volleyball                 | 1980 Moskau Herren                                      | –    | 1      | –      | 1      |
| Assen Slatew               | Gewichtheben               | 1980 Moskau Mittelgewicht Herren                        | 1    | –      | –      | 1      |
| Stanka Slatewa             | Ringen                     | 2008 Peking Freistil Schwergewicht Damen                | –    | 1      | –      | 2      |
| Stanka Slatewa             | Ringen                     | 2012 London Freistil Schwergewicht Damen                | –    | 1      | –      | 2      |
| Ewladja Slawtschewa        | Basketball                 | 1980 Moskau Damen                                       | –    | 1      | –      | 1      |
| Georgi Stankow             | Boxen                      | 1968 Mexiko-Stadt Halbschwergewicht Herren              | –    | –      | 1      | 1      |
| Nikola Stantschew          | Ringen                     | 1956 Melbourne Freistil Mittelgewicht Herren            | 1    | –      | –      | 1      |
| Galina Stantschewa         | Volleyball                 | 1980 Moskau Damen                                       | –    | –      | 1      | 1      |
| Wassilka Stoewa            | Leichtathletik             | 1972 München Diskuswurf Damen                           | –    | –      | 1      | 1      |
| Blagowest Stojanow         | Kanu                       | 1992 Barcelona Zweier-Canadier 500 m Herren             | –    | –      | 1      | 1      |
| Christo Stojanow           | Volleyball                 | 1980 Moskau Herren                                      | –    | 1      | –      | 1      |
| Marita Stojanowa           | Basketball                 | 1976 Montreal Damen                                     | –    | –      | 1      | 1      |
| Penka Stojanowa            | Basketball                 | 1976 Montreal Damen                                     | –    | –      | 1      | 2      |
| Penka Stojanowa            | Basketball                 | 1980 Moskau Damen                                       | –    | 1      | –      | 2      |
| Radka Stojanowa            | Rudern                     | 1988 Seoul Zweier Ohne Steuerfrau Damen                 | –    | 1      | –      | 1      |
| Trendafil Stojtschew       | Gewichtheben               | 1976 Montreal Leichtschwergewicht Herren                | –    | 1      | –      | 1      |
| Gawril Stojanow            | Fußball                    | 1956 Melbourne Herren                                   | –    | –      | 1      | 1      |
| Rahmat Sukra               | Ringen                     | 1988 Seoul Freistil Weltergewicht Herren                | –    | –      | 1      | 1      |
| T ↑↑                       |                            |                                                         |      |        |        |        |
| Maja Tabakowa              | Rhythmische Sportgymnastik | 1996 Atlanta Mannschaft                                 | –    | 1      | –      | 1      |
| Iwelina Talewa             | Rhythmische Sportgymnastik | 1996 Atlanta Mannschaft                                 | –    | 1      | –      | 1      |
| Kiril Tersiew              | Ringen                     | 2008 Peking Freistil Weltergewicht Herren               | –    | –      | 1      | 1      |
| Enju Todorow               | Ringen                     | 1968 Mexiko-Stadt Freistil Federgewicht Herren          | –    | 1      | –      | 1      |
| Georgi Todorow             | Gewichtheben               | 1976 Montreal Federgewicht Herren                       | –    | 1      | –      | 1      |
| Mitko Todorow              | Volleyball                 | 1980 Moskau Herren                                      | –    | 1      | –      | 1      |
| Serafim Todorow            | Boxen                      | 1996 Atlanta Federgewicht Herren                        | –    | 1      | –      | 1      |
| Hristiana Todorowa         | Rhythmische Sportgymnastik | 2016 Rio de Janeiro Mannschaft                          | –    | –      | 1      | 1      |
| Rita Todorowa              | Rudern                     | 1980 Moskau Vierer mit Steuerfrau                       | –    | –      | 1      | 1      |
| Alexandar Tomow            | Ringen                     | 1972 München Gr.-röm. Superschwergewicht Herren         | –    | 1      | –      | 3      |
| Alexandar Tomow            | Ringen                     | 1976 Montreal Gr.-röm. Superschwergewicht Herren        | –    | 1      | –      | 3      |
| Alexandar Tomow            | Ringen                     | 1980 Moskau Gr.-röm. Superschwergewicht Herren          | –    | 1      | –      | 3      |
| Tontscho Tontschew         | Boxen                      | 1996 Atlanta Leichtgewicht Herren                       | –    | 1      | –      | 1      |
| Stefan Topurow             | Gewichtheben               | 1988 Seoul Federgewicht Herren                          | –    | 1      | –      | 1      |
| Laura Trajts               | Rhythmische Sportgymnastik | 2020 Tokio Mannschaft                                   | 1    | –      | –      | 1      |
| Alan Tsagajew              | Gewichtheben               | 2000 Sydney Schwergewicht Herren                        | –    | 1      | –      | 1      |
| Slawtscho Tscherwenkow     | Ringen                     | 1980 Moskau Freistil Schwergewicht Herren               | –    | 1      | –      | 1      |
| Welitschko Tscholakow      | Gewichtheben               | 2004 Athen Superschwergewicht Herren                    | –    | –      | 1      | 1      |
| W ↑↑                       |                            |                                                         |      |        |        |        |
| Enju Waltschew-Dimow       | Ringen                     | 1960 Rom Freistil Leichtgewicht Herren                  | –    | –      | 1      | 3      |
| Enju Waltschew-Dimow       | Ringen                     | 1964 Tokio Freistil Leichtgewicht Herren                | 1    | –      | –      | 3      |
| Enju Waltschew-Dimow       | Ringen                     | 1968 Mexiko-Stadt Freistil Leichtgewicht Herren         | –    | 1      | –      | 3      |
| Alexander Warbanow         | Gewichtheben               | 1988 Seoul Mittelgewicht Herren                         | –    | –      | 1      | 1      |
| Liljana Wassewa            | Rudern                     | 1976 Montreal Vierer mit Steuerfrau Damen               | –    | –      | 1      | 1      |
| Georgi Wassilew            | Fußball                    | 1968 Mexiko-Stadt Herren                                | –    | 1      | –      | 1      |
| Wiara Watachka             | Rhythmische Sportgymnastik | 1996 Atlanta Mannschaft                                 | –    | 1      | –      | 1      |
| Radoslaw Welikow           | Ringen                     | 2008 Peking Freistil Bantamgewicht Herren               | –    | –      | 1      | 1      |
| Iskra Welinowa             | Rudern                     | 1980 Moskau Vierer mit Steuerfrau                       | –    | –      | 1      | 1      |
| Welitschko Welitschkow     | Schießen                   | 1964 Tokio Kleinkaliber Dreistellungskampf Herren       | –    | 1      | –      | 1      |
| Marija Wergowa             | Leichtathletik             | 1976 Montreal Diskuswurf Damen                          | –    | 1      | –      | 1      |
| Zwetan Wesselinow          | Fußball                    | 1968 Mexiko-Stadt Herren                                | –    | 1      | –      | 1      |
| Emil Wyltschew             | Volleyball                 | 1980 Moskau Herren                                      | –    | 1      | –      | 1      |
| Z ↑↑                       |                            |                                                         |      |        |        |        |
| Nedschet Zalew             | Ringen                     | 1960 Rom Freistil Bantamgewicht Herren                  | –    | 1      | –      | 1      |
| Zano Zanow                 | Volleyball                 | 1980 Moskau Herren                                      | –    | 1      | –      | 1      |
| Bratan Zenow               | Ringen                     | 1988 Seoul Gr.-röm. Halbfliegengewicht Herren           | –    | –      | 1      | 1      |